# Бандар ібн Таляль
Бандар ібн Таляль (араб. بندر بن طلال بن عبد الله الرشي; бл. 1850 — 1872) — 6-й емір Джебель-Шаммара у 1869—1872 роках.

## Життєпис
Походив з династії Аль-Рашид. Старший син еміра Таляля. Народився близько 1850 року в Хаїлі. 1868 року після смерті батька владу в еміраті перебрав стрийко Мітаб. Доволі швидко у Бандара стали напруженні відносини з ним. У січні 1869 року за підтримки брата Бадра під час засідання маджлісу в палаці Барзан вбив еміра Мітаба, захопивши владу.
Втім стикнувся з несприйняттям своїх дій з боку родичів — стрийка Мухаммеда ібн Абдаллаха і внучатого діда Убайди ібн Алі. Для залагодження конфлікту призначив Мухаммада очільником каравану прочан до Мекки.
Спочатку продовжив політику батька. При цьому його радником став внучатого діда Убайд, що мав чималий авторитет серед шейхів. Становище еміра похитнулося після смерті Убайда у 1869 році. Вимушен був передати мухаммеду ібн Абдаллаху управління фінансами та внутрішньою політикою.
1872 року Бандар заборонив торгівельні відносини з кланом Аль-Дафір, що Мухаммед трактував як сфера його відповідальності. Тому без дозволу рушив до Хаїля з Іраку, де перебував з караваном. Тут Бандар вступив у суперечку зі стрийком, під час якої еміра було застрілено з пістолету Мухаммедом, який став новим володарем. За різними відомостями його брати — Бадр і Найєф — втекли до Ер-Ріяду або були страчені Мухаммедом.